# Rick Kirkman
Pour les articles homonymes, voir Kirkman.
Rick Kirkman (né en 1953) est un auteur de bande dessinée américain, dessinateur du comic strip Bébé Blues, diffusé depuis janvier 1990 et qu'il a créé avec son ami Jerry Scott.

## Prix et récompenses
- 1996 : Prix de la National Cartoonists Society du comic strip pour Bébé Blues
- 2013 : Prix Reuben pour Bébé Blues